# نظريات فائض القيمة
نظريات فائض القيمة (بالألمانية: Theorien über den Mehrwert)‏ هو مسودة مخطوطة كتبها كارل ماركس بين  يناير 1862 ويوليو 1863. موضوع المخطوطة الأساسي هو التنظير الغرب أوروبي حول Mehrwert (القيمة المضافة أو فائض القيمة) من حوالي عام 1750، وهي تشكل دراسة نقدية لأفكار الاقتصاديين السياسيين البريطانيين والفرنسيين والألمان حول إنتاج الثروة وربحية الصناعات. المسألة المطروحة هي مصدر وأشكال ومحددات حجم فائض القيمة،  يحاول ماركس أن يفسر كيف أنه بعد فشلها في حل التناقضات الأساسية في نظريات العمل للقيمة، انحلّت المدرسة الكلاسيكية في الاقتصاد السياسي في نهاية المطاف، ولم يتبق سوى «الاقتصاد السياسي المبتذل» الذي لم يعد يحاول تقديم نظرية متّسقة ومتكاملة للرأسمالية، ولكن بدلا من ذلك اكتفى بطرح مزيج انتقائي من النظريات التي بدت مفيدة من ناحية براغماتية أو بررت منطق اقتصاد السوق.

## الخلفية
كانت نظريات فائض القيمة جزءا من المخطوطة الكبيرة التي كتبت بين الأعوام 1861-1863، وقد اختار لها ماركس العنوان مساهمة في نقد الاقتصاد السياسي التي كانت تتمة مباشرة للجزء الأول من مساهمة في نقد الاقتصاد السياسي التي نشرت في عام 1859. وتتألف مخطوطة الأعوام 1861-1863 من 23 دفترا (صفحاتهم مرقمة على التوالي من 1 إلى 1472) بالإضافة إلى نحو 200 ورقة مطبوعة. إنها أول مسودة منهجية عمل عليها - وإن كانت لا تزال غير مصقولة وغير مكتملة - من مجمل أربعة مجلدات من رأس المال. نظريات فائض القيمة هي الأطول (حوالي 110 ورقة مطبوعة) والأكثر تفصيلا من بين أجزاء هذه المخطوطة الضخمة، وهي المسودة الأولى والوحيدة للمجلد الرابع، الختامي لرأس المال. قال ماركس عن هذا المجلد، مميزا إياه عن المجلدات النظرية الثلاثة من رأس المال، أنه الجزء التأريخي، والتأريخي النقدي، أو التأريخي الأدبي من مؤلفه.
كتب ماركس هذه المخطوطة بينما كان يكتب أيضا مقالات صحفية ليرتزق، وخاصة حول الحرب الأهلية الأمريكية (لصحيفة نيويورك دايلي تريبيون). في أبريل 1862، كان في ضائقة مالية شديدة - إذ كان مدينا بعشرين جنيه للإيجار الذي لم يكن قادرا على دفعه، وليس لديه المال لاسترداد ملابس أبنائه والخادمة، هيلين ديموث، التي قام برَهْنِها. في أغسطس 1862، سافر إلى زالتبومل في هولندا، لرؤية عمه ليون فيليبس للحصول على مساعدة مالية. إلا أن فيليبس كان في رحلة، فسافر ماركس إلى ترير لرؤية والدته، التي لم تعطه أي أموال. في سبتمبر، تقدم ماركس بطلب للحصول على وظيفة في مكتب للسكك الحديدية الإنجليزية، بمساعدة ابن عمه أوغست فيليبس، لكنه فشل في الحصول عليها بسبب خط يده غير المقروء. في أكتوبر، تلقى ماركس 20 جنيه من ابن عمه أوغست فيليبس، وفي نوفمبر، عندما كان ماركس غير قادر على سداد ثمن الفحم وحاجيات المنزل، أرسل إليه فريدريك إنجلز مالا.

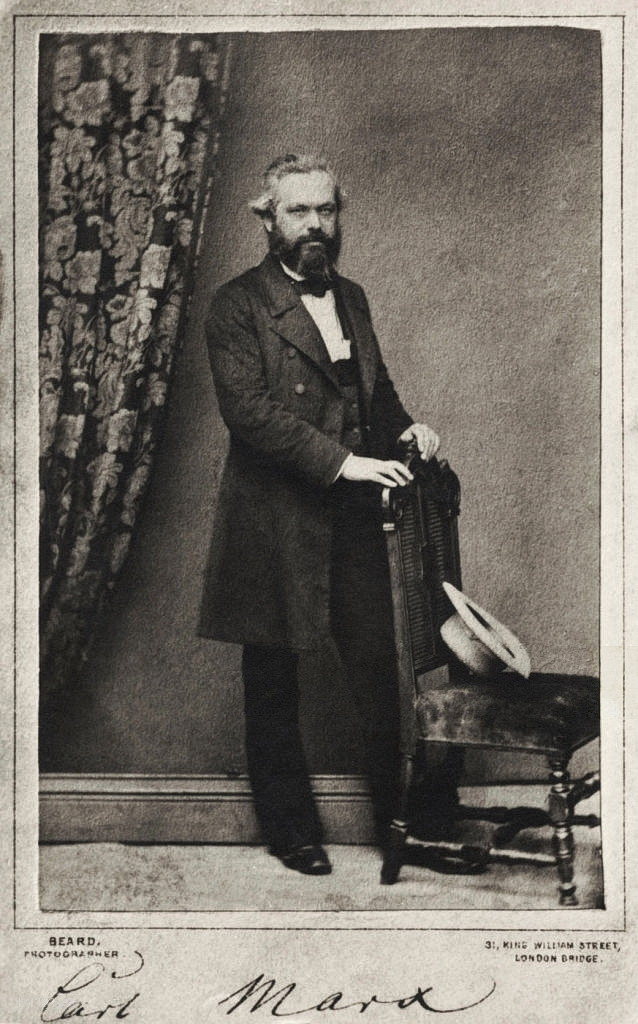
كارل ماركس في 1860ات.

بدأ ماركس في كتابة نظريات فائض القيمة في إطار المخطط الأصلي لكتابه نقد الاقتصاد السياسي كما توقع في 1858-1862. وعلى أساس ما يقوله ماركس عن هيكل عمله في مقدمة الجزء الأول من «مساهمة في نقد الاقتصاد السياسي»، في رسالتيه حول المخطوطة لأعوان 1858-1862 ومخطوطة الأعوام 1861-1863 نفسها، يمكن عرض المخطط بهذا الشكل التخطيطي التالي:
مخطط نقد الاقتصاد السياسي كما خطط له ماركس في 1858-1862:
1. رأس المال:
  1. [مقدمة: السلع والمال]
  2. رأس المال بشكل عام:
    1. عملية إنتاج رأس المال:
      1. تحويل الأموال إلى رأس المال
      2. فائض القيمة المطلق
      3. فائض القيمة النسبي
      4. الجمع بين الاثنين معا
      5. نظريات فائض القيمة

    2. عملية تداول رأس المال
    3. وحدة الاثنين، أو رأس المال والربح

  3. منافسة رؤوس الأموال
  4. الائتمان
  5. رأس مال الأسهم
2. الممتلكات العقارية
3. العمل المأجور
4. الدولة
5. التجارة الخارجية
6. السوق العالمية

في البداية تصور ماركس نظريات فائض القيمة كاستعراض تاريخي موجز في قسم دراسته النظرية «لرأس المال بشكل عام». كان المفروض أن يختتم القسم المتعلق بعملية إنتاج رأس المال. كان هذا المخطط الطموح أكثر مما يستطيع لماركس القيام به؛ إذ أنه استنفد طاقته قبل الانتهاء من هذه الدراسة لرأس المال. وحتى بعد نشر نظريات فائض القيمة لم تكن كل كتابات ماركس عن الاقتصاد السياسي متاحة للجمهور إذ لم تكتمل هذه المهمة إلا بعد عقود، مع نشر غرندريسه، نتائج عملية الإنتاج المباشرة وغيرها من المخطوطات.

## تاريخ النشر
في مقدمته (بتاريخ 5 مايو 1885) إلى إصداره للمجلد الثاني من رأس المال وفي عدة رسائل خلال السنوات العشر التالية، أشار فريدريك إنجلز إلى نيته نشر مخطوطة نظريات فائض القيمة. ومع ذلك، على الرغم من أنه نجح في نشر المجلد الثاني والثالث من 'رأس المال'، لم يتمكن من نشر النظريات قبل وفاته في عام 1895.
- بين الأعوام 1905-1910، نشر كارل كاوتسكي النسخة الأولى من مخطوطة ماركس في ثلاثة مجلدات (1,754 صفحة)، مع ناشري ديتز في شتوتغارت. غير أن كاوتسكي أعاد ترتيب التسلسل الأصلي للمواضيع التي نوقشت في الدفاتر، وحذف بعض النصوص أو عدلها؛ ولهذا السبب، لا تعتبر طبعته عرضا علميا دقيقا لفكر ماركس (على الرغم من أنها تلقي الضوء على كيفية فهم كاوتسكي لماركس). وقد تناول المجلد الأول من ملاحظات ماركس نظريات فائض القيمة حتى آدم سميث، المجلد الثاني عن ريكاردو (في جزأين)، والأخير عن تفكك المدرسة الريكاردية و «الاقتصاد المبتذل». لقد نفذت هذه الطبعة وهي نادرة. قام جول موليتور بترجمة كاملة لطبعة كاوتسكي الألمانية إلى الفرنسية، وقد نشرها أ كوستس في 1924-1925. قام بالترجمة الإسبانية وينسيسلاو روسيس، ونشرت في مكسيكو سيتي في عام 1945 تحت عنوان Historia crítica de la teoría de la plusvalía (التاريخ النقدي لنظرية فائض القيمة). ونشرت ترجمة إيطالية لنسخة كاوتسكي في 1954-1958، بعنوان Storia delle teori economiche (تاريخ النظريات الاقتصادية).
- في عام 1951، نشر ج. أ. بونر وإي. بيرنز ترجمة إنجليزية لمقتطفات من المجلدات الألمانية التي نشرتها كاوتسكي، في لورانس & ويشارت في لندن، وإنترناشيونال ببليشرز في نيويورك.[7] وقد نفذت هذه الطبعة.
- نشرت لانغلاند برِس (نيويورك، 1952) ترجمة إنجليزية للإصدار الفرنسي للمجلد الأول من نسخة كاوتسكي قام بها تيرنس مكارثي بعنوان «تاريخ النظريات الاقتصادية: من الفسيوقراطيين إلى آدم سميث»، لكن ترجمة المجلدات اللاحقة لم تنشر أبدا. وقد نفذت هذه الطبعة وهي نادرة. ومع ذلك، فقد وفرت شركة ليتيراري ليسنسينغ ل ل سي نسخا مطبوعة عند الطلب منذ عام 2011.
- نشر إصدار كامل ومشروح من ثلاثة مجلدات لأول مرة باللغة الألمانية (1956، 1959، 1962) بمعهد الماركسية اللينينية لحزب الوحدة الاشتراكية في ألمانيا الشرقية. وأدرج النص لاحقا في أعمال ماركس إنجلز الذي نشره ديتز، في المجلدات 26.1 (1965) و 26.2 (1967) و 26.3 (1968). ومثل طبعة كاوتسكي التي قامت بتقليدها إلى حد ما، أعادت طبعة ألمانيا الشرقية ترتيب النص الأصلي تحت عناوين مواضيع مختلفة. ويعتبر هذا الإصدار أكثر دقة وتكاملا من نسخة كاوتسكي، ولكنه لا يزال يفتقر إلى تسلسل المخطوطات الأصلية، ولم تكن الترجمة حرفية تماما. هو الآن خارج الطباعة.
- نشرت الطبعة الروسية لأول مرة في موسكو باسم ماركس-إنجلز، الأعمال الكاملة، المجلدات 26.1 (1962)، 26.2 (1963)، و 26.3 (1964).
- نشرت دار التقدم في موسكو جنبا إلى جنب مع الناشر لورانس & ويشارت في لندن طبعة إنجليزية مشروحة من المخطوطة بأكملها، معتمدين على النسخة الألمانية الشرقية. وقد صدرت في ثلاثة مجلدات (1963، 1968، 1971)، حرره س. ريازانزكايا، ترجمتها رينات سيمبسون وغيرها. هذا الإصدار الإنجليزي، تماما مثل الألماني الشرقي والروسي، يعيد ترتيب تسلسل المادة في المخطوطات الأصلية تحت عناوين جديدة مختلفة (غالبا ما يتم تقديمها بين قوسين مربعين). نشرت هذه الطبعة أيضا في لغات أخرى مختلفة من قبل دار التقدم وغيرها. وقد نفذت هذه الطبعة.
- نشرت الطبعة الألمانية النهائية من نظريات فائض القيمة في ماركس-إنجلز الأعمال الكاملة، القسم الثاني، الأجزاء 3.2 (1977) و 3.3 (1978) و 3.4 (1979). وهي نسخة حرفية ومشروح للمخطوطات الأصلية، في التسلسل الأصلي. لا تزال هذه الطبعة متاحة.
- وقد ظهر النص بأكمله مرة أخرى أيضا في أعمال ماركس  إنجلز الكاملة باللغة الإنجليزية، المجلدات 30 (1989)، و 31 (1989)، و 32 (1990)، و 33 (1991)، و 34 (1994). ويستند هذا الإصدار باللغة الإنجليزية على طبعة 1977-1979 الألمانية. ويحافظ على تسلسل النص في المخطوطات الأصلية، وبالتالي يختلف كثيرا عن طبعة عام 1963 وطبعة دار التقدم والطبعات السابقة. هذه النسخة هي الطبعة الأكثر اكتمالا المتاحة في اللغة الإنجليزية، ولكنها قد نفذت (باستثناء طبعات رقمية متاحة على الإنترنت أحيانا).
- عام 2000 أعادت برومثيوس بوكس نشر طبعة دار التقدم ولورانس & ويشارت في مجلد واحد يبلغ 1605 صفحة. هذه الطبعة قد نفذت أيضا.
- في عام 2013، نشرت باين فلاج بوكس (بوسطن، الولايات المتحدة الأمريكية) نسخة رقمية لكيندل من طبعة دار التقدم المكونة من ثلاثة مجلدات (حررها جين أوغورودوف).

## الحواشي
1. ↑  Enrique Dussel, "The four drafts of Capital.
2. ↑  Allen Oakley, Marx's critique of political economy.
3. ↑  Ronald L. Meek, The development of the concept of surplus in economic thought from Mun to Mill.
4. ↑  Karin Wetzig, Die theoriengeschichtlichen Lehren aus Karl Marx' "Theorien über den Mehrwert" für die Geschichte der Politischen Ökonomie.
5. ↑  Preface (1923). Theories of Surplus Value. Progress Publishers. مؤرشف من الأصل في 2019-10-03.
6. 1 2 3  هال درابر, The Marx-Engels Chronicle.
7. ↑  T. W. Hutchison, "Theories of Surplus Value by Karl Marx; Karl Kautsky; G. A. Bonner; Emile Burns".